# (400373) 2007 WW29
(400373) 2007 WW29 es un asteroide perteneciente al cinturón de asteroides descubierto el 19 de noviembre de 2007 por el equipo del Spacewatch desde el Observatorio Nacional de Kitt Peak, Arizona, Estados Unidos.

## Designación y nombre
Designado provisionalmente como 2007 WW29.

## Características orbitales
2007 WW29 está situado a una distancia media del Sol de 2,451 ua, pudiendo alejarse hasta 2,935 ua y acercarse hasta 1,966 ua. Su excentricidad es 0,197 y la inclinación orbital 4,249 grados. Emplea 1401,56 días en completar una órbita alrededor del Sol.

## Características físicas
La magnitud absoluta de 2007 WW29 es 17,3. 